# Spalle nude
Spalle nude (Strapless) è un film del 1989 diretto da David Hare.

## Trama
Amy, venticinquenne priva di ambizioni si installa, insieme a un gruppo di amici che vivono alla giornata, a casa di sua sorella maggiore Lilian, stimato medico; questa sente il dovere di impartirle lezioni di vita, ma anche per lei le cose non vanno meglio: ha sposato in segreto, in Portogallo, un uomo misterioso e affascinante, ma quest'uomo improvvisamente la lascia nei guai in una rete di debiti e di conti da pagare. Quando Amy si ritrova incinta, entrambe le sorelle vanno in crisi.